# Fanie Botha
Stephanus Petrus "Fanie" Botha (Lusaka, 1922. május 5. – Pretoria, 2010. szeptember 4.), dél-afrikai politikus, a Nemzeti Párt tagja és parlamenti képviselő volt (1958-től 1983-ig). A Népgyűlés tagjaként Soutpansberg választókerületét képviselte. 1968-ban Bothát először mezőgazdasági miniszterhelyettesnek, majd vízügyi és erdészeti miniszternek (1968-1976), bánya és energiaügyi miniszternek (1976-1978),  végül pedig bányaminiszternek (1978-1979) nevezték ki John Vorster kormányában. Utolsó kabinetben betöltött posztja a foglalkoztatottságért felelős miniszteri pozíció volt 1979 és 1983 között, Pieter Willem Botha miniszterelnöksége alatt.
Miniszterként kiépített egy országos turistaúthálózatot, és 1975-ben megalapította az Országos Túraúti Tanácsot.

## Élete
Fanie Botha Észak-Rodéziában, Lusakában született egy dél-afrikai származású családban, akik a második búr háború vége után emigráltak.
A Stellenbosch Egyetem elvégzése után Soutpansberg régióban telepedett le, és 1958-ban ugyanannak a városnak a kerületében lett parlamenti képviselő.
1968-ban John Vorster, aki Hendrik Verwoerd 1966-os meggyilkolása után Dél-Afrika miniszterelnöke lett, beléptette Bothát a kormányába, ahol először mezőgazdasági miniszterhelyettesként, majd vízügyi és erdőügyi miniszterként dolgozott. Ekkor hirdette ki a Természetjáró Központok Országos Hálózatáról szóló jogszabályt, és 1975-ben megalapította a Természetjáró Központok Országos Tanácsát.
Bányászati és energiaügyi miniszterként részt vesz a dél-afrikai nukleáris program kidolgozásában, amelyet Izrael segítségével bonyolítottak le.
Pieter Botha kormányának foglalkoztatási minisztereként, 1979-ben engedélyezte a fekete szakszervezetek megalakulását a bányászati ágazatban. Munkajogaliag lefektette az apartheid felszámolásához szükséges alapokat.
1983 után a politikai élettől visszavonult, élete hátralevő részét az észak-Transvaalban lévő farmján töltött.

### Halála
2008-ban Pretoriában bekerült egy kórház intenzív osztályára. 2010. szeptember 4-én halt meg.

## Fordítás
Ez a szócikk részben vagy egészben  a   Fanie Botha című francia Wikipédia-szócikk fordításán alapul.  Az eredeti cikk szerkesztőit annak laptörténete sorolja fel. Ez a jelzés csupán a megfogalmazás eredetét és a szerzői jogokat jelzi, nem szolgál a cikkben szereplő információk forrásmegjelöléseként.